# Chrońmy Przyrodę Ojczystą
Chrońmy Przyrodę Ojczystą – czasopismo stawiające sobie za cel popularyzację idei i wspomaganie praktyki ochrony przyrody. Publikowane są w nim artykuły naukowe i popularnonaukowe w języku polskim z zakresu ochrony przyrody, wiadomości z kraju i świata, recenzje. 
W pierwszych latach pismo wydawane było jako miesięcznik (z załączanym urzędowym biuletynem informacyjnym), jednak już wówczas wiele wydań było łączonych i ukazywało się co dwa miesiące. Po kilku latach zmieniono pismo w dwumiesięcznik. W pierwszych latach wydawnictwo ukazywało się nakładem Państwowej Rady Ochrony Przyrody i z czasem stało się organem tej instytucji.
Na liście czasopism, którym Ministerstwo Nauki i Szkolnictwa Wyższego przyznało punkty, znajduje się w kategorii B. Pozostałe czasopisma zagraniczne i czasopisma polskie, mając 6 punktów.